# System/32

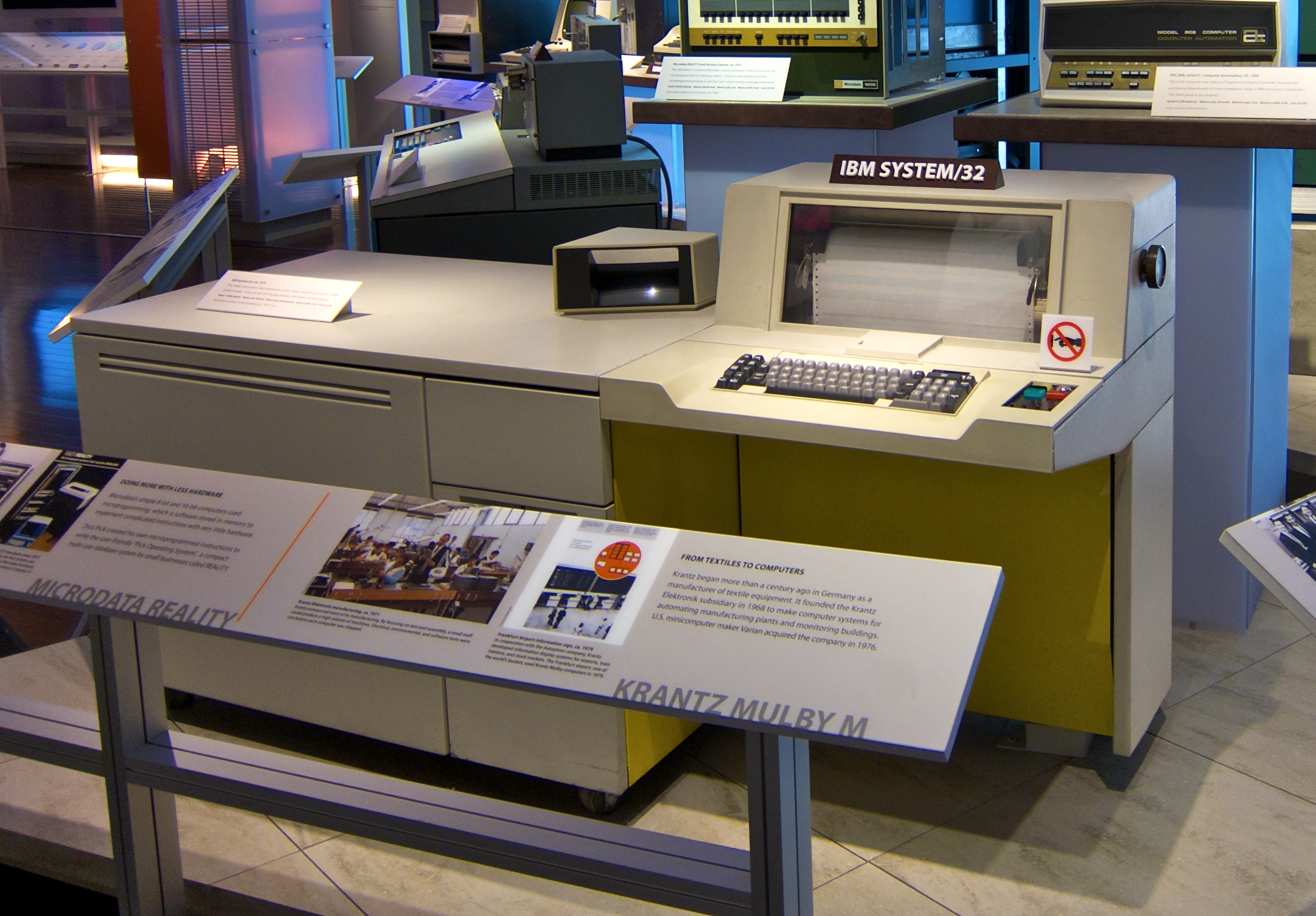
Minikomputer IBM System/32 w muzeum historii komputerów

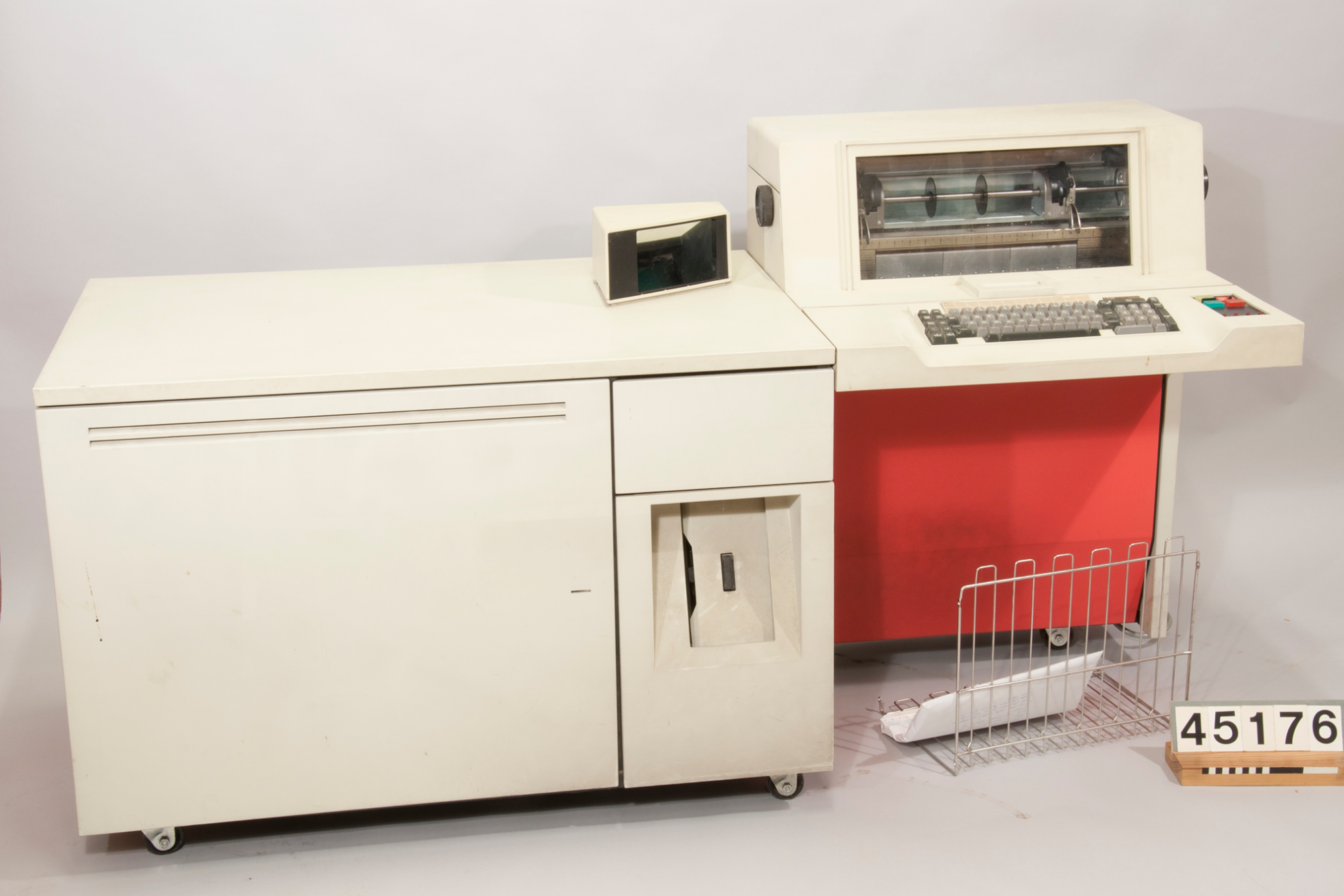
Minikomputer IBM System/32

System/32 – minikomputer firmy IBM wprowadzony na rynek 7 stycznia 1975 r., przeznaczony dla małych biznesów. System/32 został potem zastąpiony przez System/34, który mógł uruchamiać aplikacje System/32 w specjalnym trybie. Głównym językiem programowania dla urządzenia był RPG II. Komputer obsługiwano za pomocą terminala. Na System/32 wypuszczono oprogramowanie przeznaczone dla hurtowni żywności i artykułów biurowych, przedsiębiorstw z branży budowlanej, szpitali, organizacji członkowskich i stowarzyszeń branżowych. System/32 do maja 1978 roku stał się najpopularniejszym komputerem IBM. 